# Euploea pavettae
Euploea pavettae är en fjärilsart som beskrevs av Zink. Euploea pavettae ingår i släktet Euploea och familjen praktfjärilar. Inga underarter finns listade i Catalogue of Life.